# Slaveri i antikens Grekland

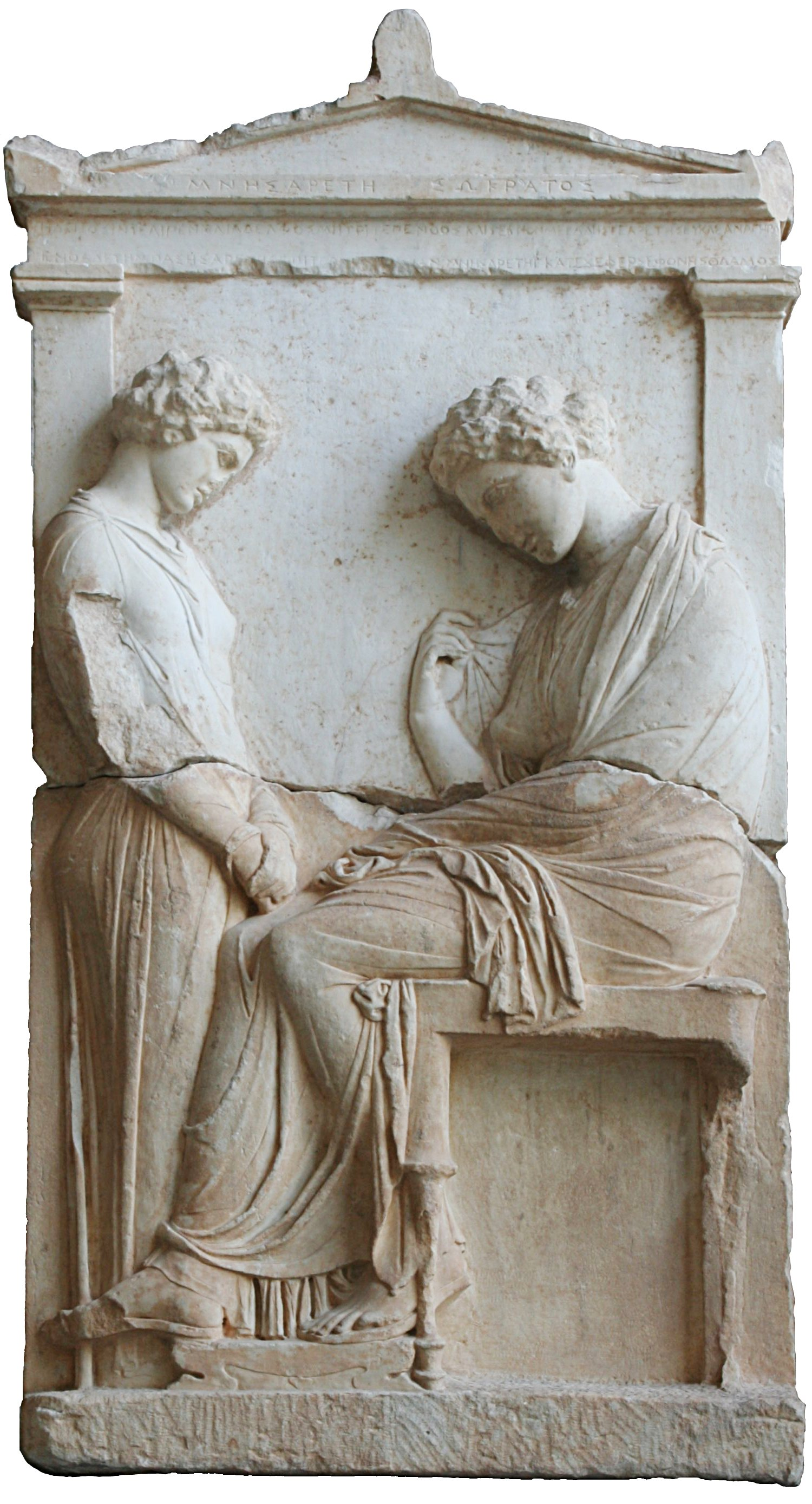
Begravningsstele för Mnesarete, dotter till Sokrates; en ung tjänare (slav) vänder sig mot sin döda ägare. Attika, c. 380 BC. (Glyptothek, München).

Slaveri i antikens Grekland betraktades som en normal och accepterad praktik, liksom i de flesta samtida kulturer. 
Slavar användes för hårt kroppsarbete inom jordbruket, i stenbrott och i gruvor, men också för olika hushållsyrken.
Det fanns en distinkt skillnad mellan slavar som räknades som personlig egendom, och en annan typ av slaveri, som penestai i Thessalien eller heloterna i Sparta, en slags statsslavar knutna till jorden snarare än individuella ägare, vars ställning var mer jämförbar med livegenskap än med egentligt slaveri fullt ut.